# Rocca Sinibalda
Rocca Sinibalda es una localidad italiana de la provincia de Rieti, región de Lacio, con 857 habitantes.

## Galería

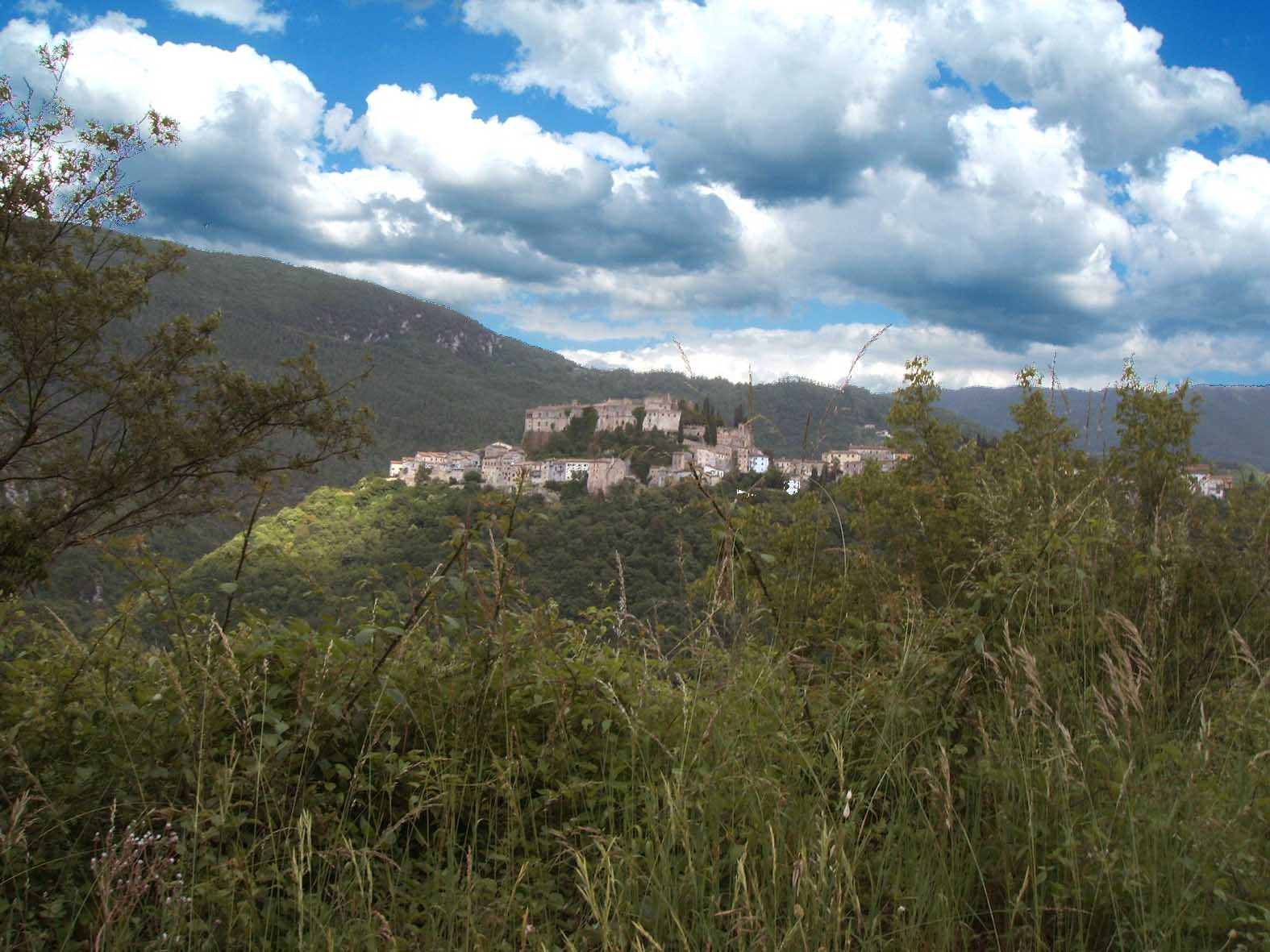
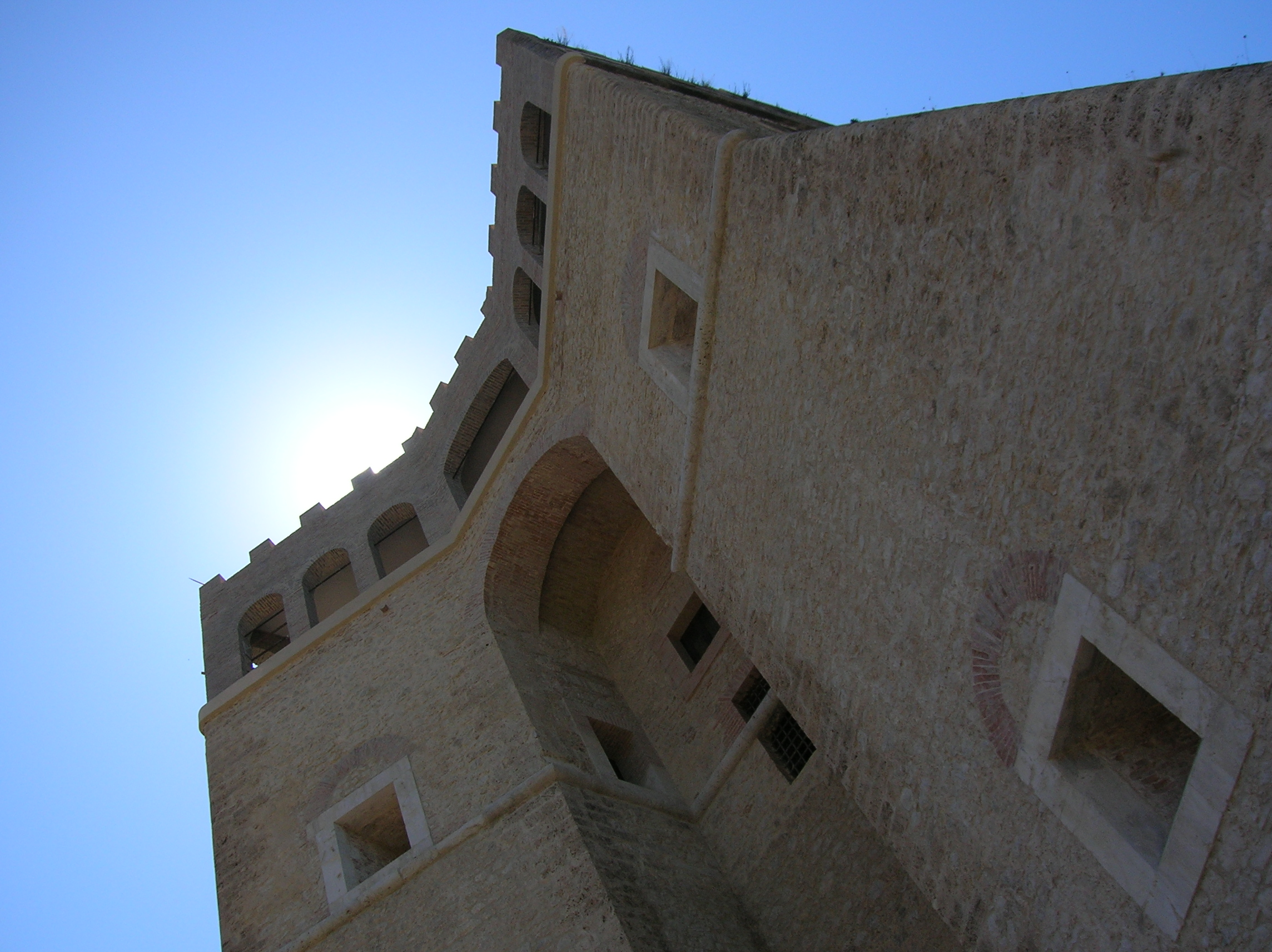
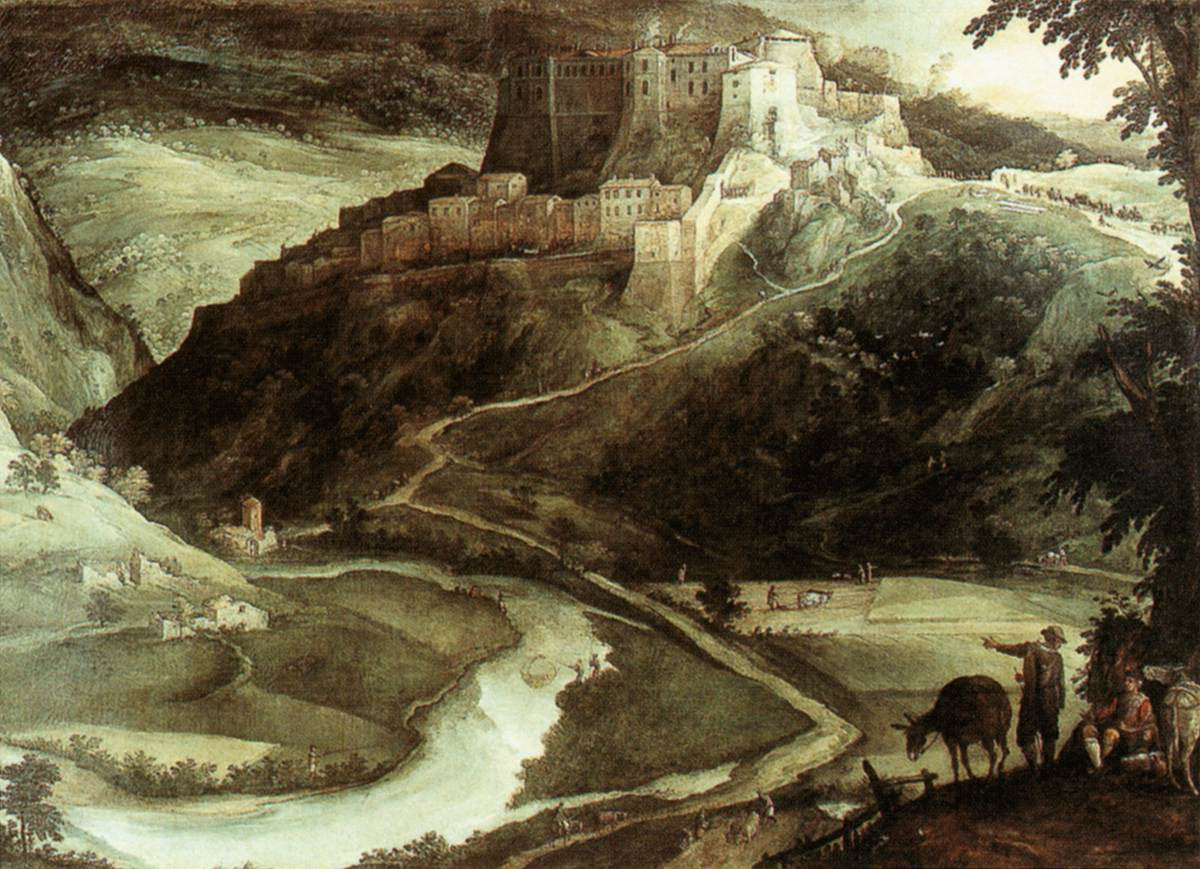

## Evolución demográfica
| Gráfica de evolución demográfica de Rocca Sinibalda entre 1861 y 2001 |
|                                                                       |
| Fuente ISTAT - Elaboración gráfica por parte de Wikipedia             |